# Resocjalizacja
Resocjalizacja – proces przyswajania przez jednostkę społeczną norm społecznych i wartości uznawanych w danej społeczności. Celem resocjalizacji jest jednocześnie spowodowanie, iż rezygnuje ona z przyswojonych do tej pory reguł działania stających w sprzeczności z systemem aksjonormatywnym tej zbiorowości. W procesie tym efekty wcześniejszej socjalizacji są modyfikowane lub zastępowane przez alternatywne wartości i normy zachowania. Proces resocjalizacyjny przebiega w wyniku wpływów interpersonalnych. 
W kontekście osób skazanych na pozbawienie wolności, resocjalizacja jest procesem odbywającym się w izolacji, związanym z wykonywaniem kary pozbawienia wolności - w przeciwieństwie do readaptacji, która dotyczy oddziaływania na osobę na wolności, po odbyciu kary lub podczas zwolnienia warunkowego. 
W każdym społeczeństwie istnieją odpowiednie instytucje, dzięki którym może odbywać się resocjalizacja. Funkcję osób dokonujących resocjalizacji mogą pełnić zarówno szamani, księża, pedagodzy, jak i psychologowie, w zależności od typu zbiorowości, do której należy jednostka. Sama resocjalizacja może odbywać się na terenie więzienia, w zakładach poprawczych, lecz także w szkole, rodzinie czy w zakładzie pracy.
Współczesne systemy penitencjarne państw demokratycznych przywiązują dużą wagę – przynajmniej w sferze ustaleń formalnych i kodeksowych – do resocjalizacji skazanych; znalazło to swoje odbicie m.in. w polskim kodeksie karnym wykonawczym z 1997 r. (nowelizacja w 2003 r.), na podstawie którego odbywa się wykonywanie orzeczeń wydanych w postępowaniu sądowym karnym i w postępowaniu w sprawach o wykroczenia. Polskie zakłady karne na dzień 31 sierpnia 2018 r. były zaludnione w 91,5% (65192 skazanych na 78418 miejsc). Polska w raporcie Rady Europy plasuje się tuż poniżej średniej europejskiej skali przeludnienia zakładów karnych.

## Krytyka resocjalizacyjnej roli więzienia
Thomas Mathiesen twierdzi, że więzienie nigdy jednak rzeczywistej zdolności resocjalizacyjnej nie miało, a jego funkcją ukrytą jest represjonowanie najniższych warstw społecznych (Prison on Trial).
Michel Foucault był zdania (Nadzorować i karać), że więzienie powstało jako jeden z najważniejszych instrumentów nowoczesności i państwa nowoczesnego, mający na celu stworzenie społeczeństwa uregulowanego, pracującego systematycznie, w sposób uporządkowany, o wyznaczonych godzinach i w wyznaczonych miejscach, przewidywalnego, możliwego do opanowania przez władzę i porządek społeczny. Jego zdaniem więzienie miało na celu przymusić jednostki oporne do takiej pracy i zarazem znaleźć ludzi, którzy by wykonywali pracę, której z własnej woli nikt nie chce wykonywać, niezależnie od stawki, ze względu na morderczy wysiłek fizyczny, jaki się z nią wiązał (np. w kamieniołomach).
Donald Clemmer (The Prison Community, New York 1940) twierdzi, że więzienie dokonuje procesu prisonization, czyli włączenia w specyficzną kulturę więzienną.
Lloyd W. McCorkle i Richard Korn (Resocialisation within walls, „Annals of American Academy of Political and Social Science” 1954) opisali mechanizm, w jaki proces sądowy jest przez sądzonych odbierany jako seria rytuałów wykluczenia; znalazłszy się w gronie tak samo wykluczonych, stają się częścią kultury polegającej na odrzucaniu tych, którzy ich odrzucili, czyli reszty społeczeństwa.
Zygmunt Bauman, podejmując te wątki, twierdzi (Globalizacja, Warszawa 2000), że kultura więzienna posiada zdolność reprodukcji, która jest zdolnością każdej kultury. Widzi w tym jeden z najważniejszych czynników wzrostu przestępczości, gdyż – jak podkreśla (np. Europa, 2005) – przestępczość zaczęła naprawdę wzrastać dopiero jakiś czas po zaostrzeniu polityki karnej i po rozpętaniu „poczucia”, że ona wzrosła przez państwa Zachodu. Proces ten nazywa Bauman „kryminalizacją biedy”, sposobem sprawowania władzy przez współczesne społeczeństwa nad najniższymi klasami społecznymi, w sytuacji, kiedy nie ma dla nich pracy i żadnego pomysłu na ich zagospodarowanie. Ludzie, którzy już zostali inkulturowani przez kulturę więzienną, po wyjściu na wolność reprodukują ją w świecie zewnętrznym. Uważa, że sytuacja jest dramatyczna, gdyż (jak pokazują dane ONZ) na całym świecie mamy do czynienia z lawinowym wzrostem wydawanych wyroków pozbawienia wolności.